# NGC 2364
NGC 2364 is een open sterrenhoop in het sterrenbeeld Eenhoorn. Het hemelobject werd op 8 januari 1831 ontdekt door de Britse astronoom John Herschel.